# Falling Slowly
„Falling Slowly“ je píseň Glena Hansarda a Markéty Irglové, která byla v únoru roku 2008 oceněna Cenou Akademie jako nejlepší filmová píseň. Objevila se ve filmu Once, ve kterém hráli oba interpreti hlavní roli. Vydána byla na albu The Cost od skupiny The Frames, které bylo nahráno k filmu Once, i na soundtracku k filmu. Píseň se objevila také na soundtracku k filmu Kráska v nesnázích a byla nahrána v prosinci 2005 ve studiu Sono Records.
Samotná nominace na Oscara byla ohrožena, jelikož píseň byla zveřejněna ještě před filmem. O tom, že píseň nebyla vyřazena z nominace, rozhodl až Výkonný výbor americké filmové akademie. Na samotném předávání cen pak oba interpreti svou píseň zpívali se symfonickým orchestrem, načež jim cenu předal herec John Travolta. Asi největší konkurence pro Falling Slowly byly tři písně z filmu Kouzelná romance a ústřední píseň dramatu August Rush.
O tom, jak píseň vznikla, Irglová prohlásila: „Se základním hudebním motivem přišel Glen už před několika lety. Pak na něj zapomněl, ale já si ho pamatovala, udělala jsem k němu klavírní doprovod a připomněla mu ho. Potom přišel režisér John Carney, že potřebuje písničky pro svůj film. Falling Slowly se tam perfektně hodila.“

## Umístění vžebříčku
| Žebříček              | Umístění |
| --------------------- | -------- |
| Brazil Hot 100        | 51       |
| Irský žebříček singlů | 2        |
| Canadian Hot 100      | 8        |
| Billboard Hot 100     | 61       |